# Miroslav Durchánek
Mgr. Miroslav Durchánek (11. prosince 1920 České Budějovice-Suché Vrbné – 2. ledna 1996 Klatovy) byl duchovním Církve československé husitské, který v letech 1982–1988 vykonával funkci pražského biskupa Církve československé husitské (CČSH).

## Život
Po maturitě, kterou složil v roce 1939 na Českém státním reformním reálném gymnáziu v Českých Budějovicích, nastoupil v září 1939 jako posluchač na Husovu československou evangelickou fakultu bohosloveckou v Praze, kde se v sekci Církve československé připravoval na kněžské povolání. Po uzavření českých vysokých škol pokračoval ve studiu v poloilegálních odborných kurzech na půdě Bohoslovecké koleje v Praze. V roce 1941 složil před zkušební komisí první odbornou bohovědnou zkoušku. Na kněze byl vysvěcen v pražském dejvickém Husově sboru 9. prosince 1942. Od 1. ledna 1943 do 31. prosince 1943 působil jako pomocný duchovní v Benešově, následně až do 31. srpna 1945 v Mnichovicích. V září 1945 byl ustanoven pomocným duchovním v Semilech, kde působil až do února 1947. Na následující dva měsíce byl přeložen do Zbraslavi nad Vltavou. V květnu 1947 nastoupil jako prvofarář v nově zřízené náboženské obci Řevnice u Prahy. Po osvobození dokončil bohoslovecká studia, která zakončil v roce 1949 závěrečnou státní zkouškou. Během studií se poznal se svou budoucí ženou Aurelií Procházkovou, dcerou zesnulého 2. patriarchy CČS(H) dr. G. A. Procházky. Sňatek uzavřeli 25. dubna 1943.
V dubnu 1952 pracoval ve vedení oficiálního týdeníku CČS(H) Český zápas, pak jako sekretář Informační a tiskové rady CČS(H), a dále jako přednosta Tiskového a kulturního odboru. V roce 1953 jej diecézní rada jmenovala farářem náboženské obce CČS(H) v Praze-Nuslích. S touto náboženskou obcí spojil svůj život na dalších více než 20 let. Vedle každodenní duchovenské služby zde významně rozvíjel práci s mládeží, pěstoval hudbu a zpěv, organizoval ekumenická setkání.
Na jaře roku 1968 byl zvolen předsedou nově utvořeného okrsku Praha město – východ. V roce 1975 byl povolán do funkce vedoucího tajemníka pražské diecéze, v roce 1982 byl jako jediný kandidát diecézním shromážděním zvolen pražským biskupem. Jeho ordinace se konala 24. dubna 1982 v Husově sboru v Praze-Dejvicích, 25. dubna 1982 byl v pražském kostele sv. Mikuláše na Starém Městě slavnostně uveden do biskupského úřadu. Během výkonu své biskupské funkce byl vystaven tlaku státního dozoru i represivních složek státní moci, jímž čelil se střídavými úspěchy. Zhoršující se zdravotní stav jej k 30. červnu 1988 přiměl k odchodu z aktivní biskupské služby. Přesto až do roku 1992 vypomáhal jako duchovní při pražské diecézní radě a jako pomocný duchovní v náboženské obci Praha-Vršovice.